# 자코모 보나벤투라
자코모 보나벤투라(이탈리아어: Giacomo Bonaventura, 1989년 8월 22일 ~ )는 이탈리아의 축구 선수이다. 세리에 A의 클럽 ACF 피오렌티나에서 뛰고 있다.

## 선수 경력

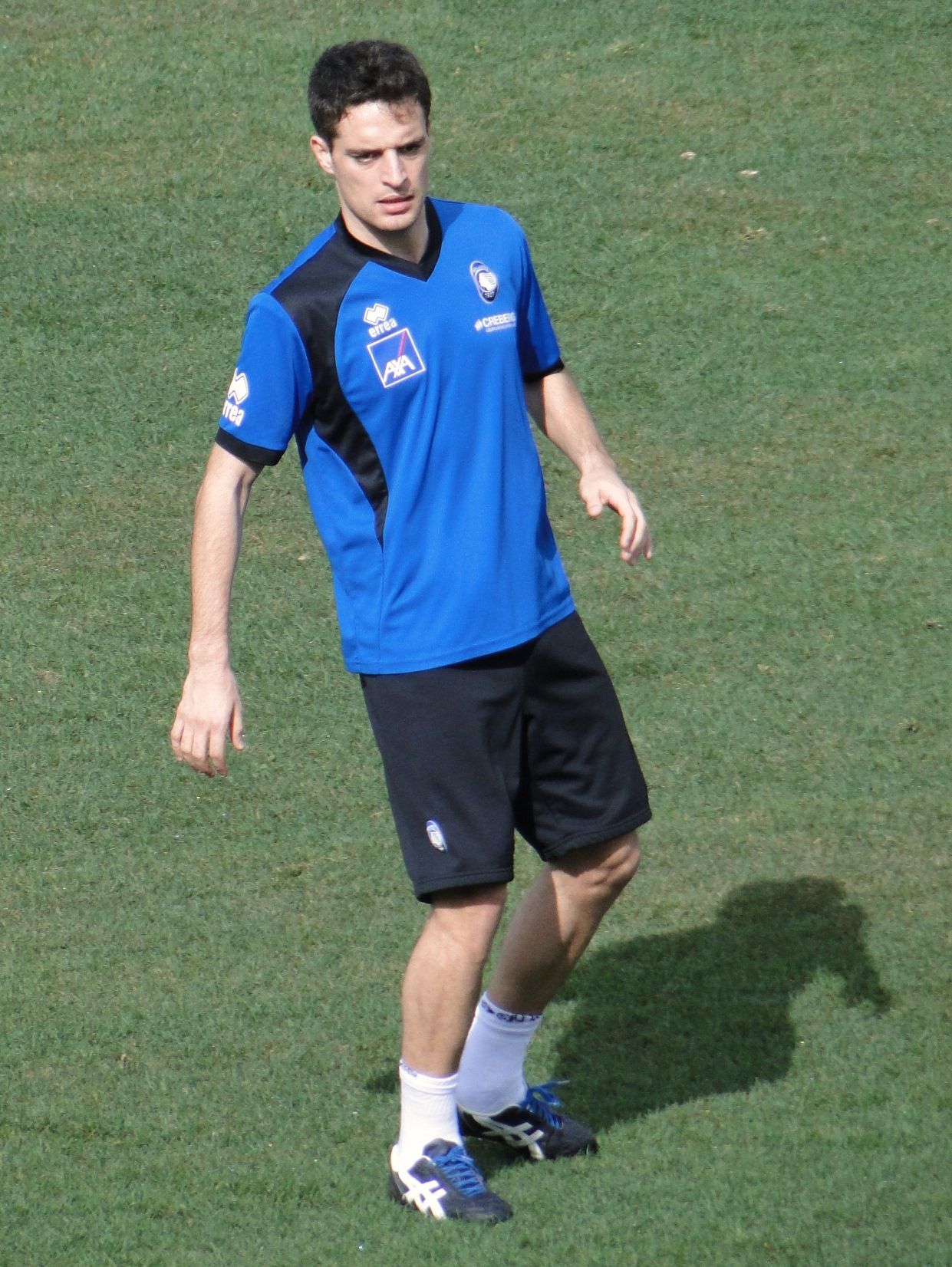
아탈란타에서 훈련중인 보나벤투라.

보나벤투라는 2008년 5월 4일 아탈란타에서 리보르노를 상대로 데뷔전을 치렀다. 그는 2007-08 시즌 전체 중 이 경기만을 뛰었다. 그는 11월 9일 피오렌티나를 상대로 출전했다.
2009년 1월 13일, 아탈란타는 보나벤투라가 페르고크레마로 2008-2009 시즌까지의 임대를 발표했다. 5일 뒤, 그는 삼베네데테세를 상대로 데뷔전을 치렀고 그 경기에서 득점까지 하였다. 아탈란타로 돌아가기 전까지, 3경기를 더 출전했다.
그는 라 데아로 돌아왔지만, 팔레르모의 경기에서 다시 출전하기까지 2010년 1월까지 기다렸다. 같은 해 2월 1일, 그는 시즌 종료까지 세리에 B 클럽 파도바로 임대를 갔다. 트리에스티나를 상대로 데뷔전을 치렀다.
2010년 6월, 파도바는 그와 계약하지 않기로 결정해 아탈란타로 돌아온 보나벤투라는 2015년까지 연장계약을 맺었다.
같은 해 11월 9일, 보나벤투라는 아탈란타에서 모데나를 상대로 첫 골을 기록했다. 세리에 B 2010-11 시즌, 아탈란타에서 키플레이어로 활약하며 9골을 기록하여 팀을 우승으로 이끌었다. 2012년 4월 11일 보나벤투라는 나폴리 상대로 세리에 A 첫 골을 기록했다.
2014년 여름 이적시장 마지막 날인 9월 1일에, 조나탕 비아비아니의 밀란이적 취소로 밀란으로 이적하게 되었다.

## 경력 통계
30 April 2012.  기준
| 클럽                | 시즌      | 리그 | 리그 | 컵   | 컵   | 유럽클럽대항전 | 유럽클럽대항전 | 기타 | 기타 | 합계 | 합계 |
| 클럽                | 시즌      | 출전 | 득점 | 출전 | 득점 | 출전           | 득점           | 출전 | 득점 | 출전 | 득점 |
| ------------------- | --------- | ---- | ---- | ---- | ---- | -------------- | -------------- | ---- | ---- | ---- | ---- |
| 아탈란타            | 2007–08   | 1    | 0    | 0    | 0    | 0              | 0              | 0    | 0    | 1    | 0    |
| 아탈란타            | 2008–09   | 1    | 0    | 0    | 0    | 0              | 0              | 0    | 0    | 1    | 0    |
| 합계l               | 합계l     | 2    | 0    | 0    | 0    | 0              | 0              | 0    | 0    | 2    | 0    |
| 페르고크레마 (임대) | 2008–09   | 4    | 1    | -    | -    | -              | -              | -    | -    | 4    | 1    |
| 합계                | 합계      | 4    | 1    | -    | -    | -              | -              | -    | -    | 4    | 1    |
| 아탈란타            | 2009–10   | 1    | 0    | 0    | 0    | 0              | 0              | 0    | 0    | 1    | 0    |
| 합계                | 합계      | 1    | 0    | 0    | 0    | 0              | 0              | 0    | 0    | 1    | 0    |
| 파도바 (임대)       | 2009–10   | 15   | 0    | -    | -    | -              | -              | 2    | 1    | 15   | 0    |
| 합계                | 합계      | 15   | 0    | -    | -    | -              | -              | 21   | 1    | 17   | 1    |
| 아탈란타            | 2010–11   | 31   | 9    | 2    | 0    | 0              | 0              | 0    | 0    | 33   | 9    |
| 아탈란타            | 2011–12   | 26   | 2    | 1    | 0    | 0              | 0              | 0    | 0    | 27   | 2    |
| 아탈란타            | 2012–13   | 23   | 4    | 1    | 1    | 0              | 0              | 0    | 0    | 24   | 5    |
| 합계                | 합계      | 80   | 15   | 4    | 1    | 0              | 0              | 0    | 0    | 84   | 16   |
| 경력 합계           | 경력 합계 | 102  | 16   | 4    | 1    | 0              | 0              | 2    | 1    | 108  | 18   |

1 세리에 B 플레이오프 경기 포함.